# 千曲市立戸倉上山田中学校
千曲市立戸倉上山田中学校（ちくましりつとぐらかみやまだちゅうがっこう）は、長野県千曲市にある公立の中学校である。

## 概要
戸倉小学校、上山田小学校、五加小学校、更級小学校の4校から進学する。
通称は戸上中（とがみちゅう）。

## 沿革
- 1962年（昭和37年） - 開校
- 2003年（平成15年） - 合併に伴い戸倉上山田学校組合立から千曲市立へ名称変更
- 2009年（平成21年） - 陸上部女子マラソンチームが第17回全国中学校駅伝大会に出場
- 2010年（平成22年） - 合唱部が第77回NHK全国学校音楽コンクールにて関東甲信越大会に出場
- 2016年（平成28年） - 老朽化した校舎の建て替え工事に着手
- 2018年（平成30年） -新校舎竣工

## 部活動
運動系
- 野球部
- サッカー部
- ハンドボール部
- 男子バスケット部
- 女子バスケット部
- 男子バレー部
- 女子バレー部
- 男子テニス部
- 女子テニス部
- 卓球部 （H21年度以前は男子・女子で分かれていたが、H22年度に合併）
- バドミントン部
- 陸上部
- 水泳部
- 剣道部

文化系
- 吹奏楽部
- 美術部（とがび）
- 合唱部
- 科学研究部

## 主な出身者
- 堀口あやか（バレーボール選手：PFUブルーキャッツ）

## 交通アクセス
- 戸倉駅（徒歩5分）